# Arktyczny podmuch
Arktyczny podmuch (ang. Arctic Blast) – australijsko-kanadyjski film katastroficzny z 2010 roku, w reżyserii Briana Trencharda-Smitha.

## Fabuła
Wskutek zanieczyszczenia środowiska powstała dziura w warstwie ozonowej Ziemi. Właśnie przez tę lukę dostaje się ogromna chmura lodowatego powietrza z mezosfery. Wszystko, co staje jej na drodze, zmienia się w lód. Świat czeka kolejna epoka lodowcowa. Ale jest jeden człowiek, który może ocalić ludzkość – fizyk Jack Tate (Michael Shanks).

## Obsada
- Michael Shanks – Jack Tate
- Alexandra Davies – Emma Tate
- Alan Andrews – Harold
- Saskia Hampele – doktor Zoe Quinn
- Indiana Evans – Naomi Tate
- Judith Baribeau – Tammy
- Bruce Davison – Winslaw
- Jakalyn Gatward – Franny
- Bodane Hatton – Jarrod
- Anne McCaffery – Samantha
- Stan Gottschalk – generał
- Isabel Hoysted – Marlene
- Nick Falk – Brent